# Primeira Divisão de 1972–73
A Primeira Divisão de 1972-73 foi a 39.ª edição do Campeonato Português de Futebol.
Esta temporada, representou 16 clubes no campeonato.
O Benfica venceu o campeonato de forma invicta, sendo o primeiro clube português a conseguir tal feito e o único no século XX. É o vigésimo título do clube de sua história.

## Os 16 clubes participantes

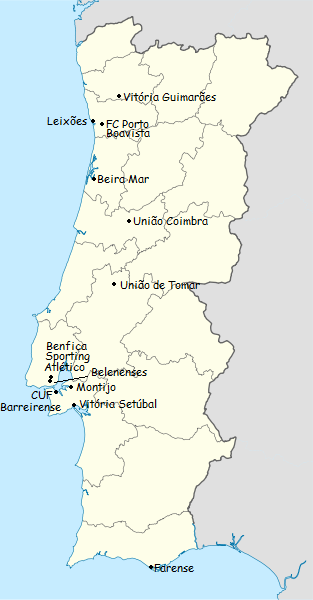
os 16 clubes participantes

| Equipa            | Participações    | Cidade     | No campeonato desde | Época 1971/1972 |
| ----------------- | ---------------- | ---------- | ------------------- | --------------- |
| Benfica           | 39 participações | Lisboa     | 1934/1935           | 1°              |
| Sporting          | 39 participações | Lisboa     | 1934/1935           | 3°              |
| FC Porto          | 39 participações | Porto      | 1934/1935           | 5°              |
| Belenenses        | 39 participações | Lisboa     | 1934/1935           | 7°              |
| Vitória Setúbal   | 31 participações | Setúbal    | 1962/1963           | 2°              |
| Vitória Guimarães | 29 participações | Guimarães  | 1958/1959           | 6°              |
| Barreirense       | 22 participações | Barreiro   | 1969/1970           | 8°              |
| Atlético          | 21 participações | Lisboa     | 1971/1972           | 10°             |
| CUF               | 20 participações | Barreiro   | 1954/1955           | 4°              |
| Boavista          | 16 participações | Porto      | 1969/1970           | 11°             |
| Leixões           | 16 participações | Matosinhos | 1959/1960           | 14°             |
| Beira Mar         | 5 participações  | Aveiro     | 1971/1972           | 13°             |
| União de Tomar    | 4 participações  | Tomar      | 1971/1972           | 12°             |
| Farense           | 3 participações  | Faro       | 1970/1971           | 9°              |
| Montijo           | Estreante        | Montijo    | 1972/1973           | segunda divisão |
| União Coimbra     | Estreante        | Coimbra    | 1972/1973           | segunda divisão |

## Classificações
| Pos | Equipa            | J  | V  | E  | D  | GM  | GS | Diff | Pts |
| --- | ----------------- | -- | -- | -- | -- | --- | -- | ---- | --- |
| 1   | Benfica           | 30 | 28 | 2  | 0  | 101 | 13 | +88  | 58  |
| 2   | Belenenses        | 30 | 14 | 12 | 4  | 53  | 30 | +23  | 40  |
| 3   | Vitória Setúbal   | 30 | 16 | 6  | 8  | 65  | 26 | +39  | 38  |
| 4   | FC Porto          | 30 | 15 | 7  | 8  | 56  | 28 | +28  | 37  |
| 5   | Sporting          | 30 | 15 | 7  | 8  | 57  | 31 | +26  | 37  |
| 6   | Vitória Guimarães | 30 | 11 | 11 | 8  | 38  | 38 | 0    | 33  |
| 7   | Boavista          | 30 | 12 | 7  | 11 | 41  | 47 | -6   | 31  |
| 8   | CUF               | 30 | 11 | 8  | 11 | 38  | 37 | +1   | 30  |
| 9   | Leixões           | 30 | 11 | 8  | 11 | 32  | 45 | -13  | 30  |
| 10  | Barreirense       | 30 | 9  | 7  | 14 | 43  | 64 | -21  | 25  |
| 11  | Farense           | 30 | 8  | 8  | 14 | 27  | 53 | -26  | 24  |
| 12  | Beira Mar         | 30 | 5  | 13 | 12 | 27  | 57 | -30  | 23  |
| 13  | Montijo           | 30 | 9  | 5  | 16 | 29  | 47 | -18  | 23  |
| 14  | União Coimbra     | 30 | 5  | 7  | 18 | 22  | 54 | -32  | 17  |
| 15  | Atlético          | 30 | 4  | 9  | 17 | 27  | 52 | -25  | 17  |
| 16  | União de Tomar    | 30 | 6  | 5  | 19 | 35  | 69 | -34  | 17  |

## Líder por jornada
| Jornadas | Jornadas | Jornadas | Jornadas | Jornadas | Jornadas | Jornadas | Jornadas | Jornadas | Jornadas | Jornadas | Jornadas | Jornadas | Jornadas | Jornadas | Jornadas | Jornadas | Jornadas | Jornadas | Jornadas | Jornadas | Jornadas | Jornadas | Jornadas | Jornadas | Jornadas | Jornadas | Jornadas | Jornadas | Jornadas |
| -------- | -------- | -------- | -------- | -------- | -------- | -------- | -------- | -------- | -------- | -------- | -------- | -------- | -------- | -------- | -------- | -------- | -------- | -------- | -------- | -------- | -------- | -------- | -------- | -------- | -------- | -------- | -------- | -------- | -------- |
| 1        | 2        | 3        | 4        | 5        | 6        | 7        | 8        | 9        | 10       | 11       | 12       | 13       | 14       | 15       | 16       | 17       | 18       | 19       | 20       | 21       | 22       | 23       | 24       | 25       | 26       | 27       | 28       | 29       | 30       |
| Benfica  |          |          |          |          |          |          |          |          |          |          |          |          |          |          |          |          |          |          |          |          |          |          |          |          |          |          |          |          |          |

## Calendário
|                   | BF  | BL  | VS  | PT  | SP  | VG  | BV  | CUF | LX  | BR  | FR  | BM  | MJ  | UC  | AT  | UT  |
| Benfica           |     | 5-0 | 3-0 | 3-2 | 4-1 | 8-0 | 4-1 | 2-0 | 6-0 | 3-0 | 3-0 | 9-0 | 6-0 | 6-1 | 2-0 | 2-1 |
| Belenenses        | 0-2 |     | 3-2 | 2-0 | 2-2 | 2-1 | 1-1 | 1-0 | 4-0 | 4-2 | 0-0 | 4-0 | 2-1 | 3-1 | 3-2 | 2-0 |
| Vitória Setúbal   | 0-1 | 0-0 |     | 3-0 | 2-0 | 2-1 | 4-0 | 3-1 | 5-0 | 5-0 | 5-0 | 3-0 | 4-0 | 4-0 | 5-0 | 1-1 |
| FC Porto          | 2-2 | 1-1 | 2-0 |     | 0-1 | 1-2 | 1-0 | 1-1 | 0-1 | 4-0 | 4-1 | 1-0 | 4-1 | 3-0 | 5-1 | 4-1 |
| Sporting          | 1-2 | 1-0 | 1-0 | 0-3 |     | 2-0 | 1-0 | 0-1 | 0-1 | 5-1 | 4-0 | 4-0 | 4-1 | 3-1 | 4-1 | 4-0 |
| Vitória Guimarães | 1-2 | 0-0 | 1-0 | 1-1 | 1-1 |     | 4-0 | 1-1 | 2-1 | 3-1 | 1-0 | 2-0 | 1-0 | 3-1 | 0-0 | 3-3 |
| Boavista          | 1-3 | 2-2 | 3-1 | 1-0 | 3-2 | 1-1 |     | 1-0 | 1-1 | 1-2 | 2-0 | 1-1 | 3-0 | 1-0 | 3-2 | 3-1 |
| CUF               | 0-1 | 1-2 | 2-4 | 0-2 | 1-1 | 3-1 | 3-0 |     | 2-0 | 1-1 | 1-1 | 1-2 | 1-0 | 2-0 | 2-1 | 2-1 |
| Leixões           | 1-5 | 1-0 | 0-0 | 3-1 | 2-2 | 1-1 | 3-0 | 2-3 |     | 1-0 | 1-1 | 3-3 | 1-0 | 0-0 | 1-0 | 4-0 |
| Barreirense       | 0-3 | 1-5 | 2-3 | 0-0 | 1-4 | 1-1 | 1-1 | 3-2 | 3-1 |     | 4-1 | 1-1 | 4-4 | 4-2 | 1-0 | 1-0 |
| Farense           | 0-5 | 0-0 | 0-3 | 1-1 | 1-3 | 2-2 | 2-0 | 1-0 | 1-0 | 2-1 |     | 3-2 | 2-1 | 2-0 | 1-1 | 2-0 |
| Beira Mar         | 1-2 | 2-2 | 0-0 | 1-1 | 0-0 | 1-0 | 1-1 | 1-2 | 0-1 | 0-2 | 1-1 |     | 1-1 | 1-1 | 1-1 | 2-0 |
| Montijo           | 0-1 | 1-1 | 1-3 | 0-1 | 0-0 | 1-1 | 1-0 | 0-1 | 2-0 | 1-0 | 2-0 | 0-1 |     | 1-0 | 2-0 | 3-2 |
| União Coimbra     | 0-4 | 1-1 | 0-0 | 0-2 | 1-5 | 1-0 | 2-3 | 1-1 | 2-0 | 2-2 | 1-0 | 0-1 | 0-1 |     | 1-0 | 3-0 |
| Atlético          | 0-0 | 0-0 | 3-3 | 0-2 | 1-0 | 0-1 | 1-3 | 2-2 | 0-1 | 1-3 | 2-1 | 2-2 | 1-3 | 0-0 |     | 4-0 |
| União de Tomar    | 0-2 | 0-6 | 1-0 | 1-7 | 1-1 | 1-2 | 2-4 | 1-1 | 1-1 | 3-1 | 3-1 | 8-1 | 2-1 | 1-0 | 0-1 |     |

## Melhores Marcadores
| # | Jogador        | Clube   | Golos |
| 1 | Eusébio        | Benfica | 40    |
| 2 | Flávio Minuano | Porto   | 39    |

## Promoções e despromoções 1973/1974
Despromividos a Campeonato de Portugal de segunda divisão 1973/1974
- União Coimbra
- Atlético
- União de Tomar

Promovidos a Campeonato de Portugal de primeira divisão 1973/1974
- Académica
- Olhanense
- Oriental

## Campeão
| Campeonato de Portugal de primeira divisão 1972/1973 |
| ---------------------------------------------------- |
| Benfica 20° Título                                   |